# Gekreuzigter Junge
Gekreuzigter Junge (russ. Распятый мальчик) war eine Propagandasendung im russischen Fernsehen, die 2014 im Rahmen des Donbas-Kriegs ausgestrahlt wurde und vermeintliche ukrainische Menschenrechtsverletzungen zeigen sollte, und zur Rechtfertigung der russischen Intervention in der Ukraine diente.

## Hintergrund
Die Fernsehsendung wurde am 12. und 13. Juli 2014 von dem russischen Fernsehsender Perwy kanal in den Abendnachrichten ausgestrahlt.
Die Sendung erschien im Rahmen der russischen Berichterstattung über den Ukrainekrieg und trug offiziell den Titel „Eine geflüchtete Frau aus Slowjansk erinnert sich, wie vor ihr der kleine Sohn und die Frau eines Milizsoldaten hingerichtet wurden“. Der Fernsehbericht enthielt falsche Aussagen einer angeblichen Augenzeugin, die behauptete, dass ukrainische Soldaten die Einwohner von Slowjansk gefoltert und einen dreijährigen Jungen gekreuzigt hätten.
Die Sendung stieß auf große öffentliche Resonanz. Eine Reihe von russischen Politikern und Journalisten warfen dem Sender Propaganda und Verletzung der Berufsethik vor.
Spätere Recherchen zeigten, dass in Slowjansk niemand die Behauptungen der Frau bestätigen konnte und niemand von Kreuzigungen in der Stadt gehört hatte. Der vom Perwy kanal ausgestrahlte Bericht enthielt zudem mehrere Fehler, so existiert z. B. der darin beschriebene Hauptplatz nicht. Sogar einige kremltreue Medien kritisierten den Sender.
Die Geschichte über den „gekreuzigten Jungen“ wurde später als Täuschung und die angebliche Augenzeugin als eine russische Schauspielerin entlarvt.
Die erfundene Gräueltat wird häufig als ein Beispiel für den russischen Informationskrieg gegen die Ukraine und als Zeichen sinkender Qualitätsstandards und Desinformation in staatlichen Massenmedien in Russland genannt. Die Verbreitung der Nachrichten über den „gekreuzigten Jungen“ wurde später für die statistische Analyse der Erweiterung der gefälschten Informationen in modernen sozialen Netzwerken und Suchmaschinen verwendet.
Im Jahr 2015 interviewte die Journalistin Elena Racheva Russen, die aus der Volksrepublik Luhansk zurückgekehrt waren, warum sie am Krieg im Donbas teilgenommen hatten und einige der Freiwilligen nannten ausdrücklich die Kreuzigungsgeschichte als Grund.
In der russischen Massenkultur wurde die Episode  zum Synonym für Fake News.
Die Täuschung über den „gekreuzigten Jungen“ wurde medial in Episode 5 der siebten Staffel der Fernsehserie Homeland aufgegriffen.